# Перес, Бернардино
Бернарди́но Пе́рес Элисара́н (исп. Bernardino Pérez Elizarán; 21 мая 1925, Эрнани, Гипускоа — 21 октября 2002, Валенсия, Валенсия), более известный как Пасьеги́то — испанский футболист и тренер.
Прозвище, под которым Бернардино Перес вошёл в историю клуба «Валенсия» — Пасьегито (исп. Pasieguito) — футболист унаследовал от своих предков — выходцев из комарки Лос-Вальес-Пасьегос, населённой пасьего — изолированной группой внутри испанского этноса, отличающейся своеобразной культурой.

## Футбольная карьера
Уроженец Страны Басков, Бернардино Перес начал карьеру футболиста в молодёжной команде клуба «Реал Сосьедад». В 1942 году Пасьегито пригласили в «Валенсию»; тренерский штаб был настолько восхищён одарённым молодым полузащитником, что руководство клуба пошло на подлог документов, чтобы игрок мог выступать за команду (по тогдашним правилам испанского футбола игрок, не достигший 18-ти лет, не мог быть заигран за профессиональный клуб). Когда обман вскрылся — руководство клуба «Эспаньол» подало на действия «Валенсии» жалобу в LFP — Бернардино Перес на год лишился возможности выступать за клуб. Чтобы обеспечить игроку постоянную игровую практику, в следующем сезоне его отправили в «Леванте».
Первое возвращение Пасьегито в клуб нельзя назвать удачным: полузащитник не смог получить постоянного места в основном составе, проведя в сезоне 1945/1946 за «Валенсию» всего 7 матчей. Следующие 2 сезона Бернардино Перес играл за «Бургос». В 1948 году футболист второй раз вернулся в «Валенсию», проведя в ней следующие 11 сезонов. Дуэт центральных полузащитников Пасьегито — Антонио Пучадес определял игру «Валенсии» первой половины 50-х годов (как определял игру клуба полвека спустя, в начале 2000-х годов, дуэт Давид Альбельда — Рубен Бараха).
Бернардино Перес закончил карьеру футболиста в 1960 году, отыграв последний в карьере сезон за клуб «Леванте».

## Тренерская карьера
В 1963 году Пасьегито начал карьеру тренера, возглавив «Валенсию», но уже после первого круга вынужден был уступить пост главного тренера своему недавнему партнёру по команде — Эдмундо Суаресу. После ухода из «Валенсии» Бернардино Перес тренировал «Сабадель», «Гранаду» и хихонский «Спортинг». В 1979 году Пасьегито вернулся в «Валенсию», по ходу сезона сменив Марселя Доминго. Под его руководством «Валенсия» выиграла Кубок Испании, но следующий сезон команда начала с новым главным тренером: на этот пост вернулся Альфредо Ди Стефано. Когда Ди Стефано через год ушёл в отставку, Бернардино Перес в третий раз стал главным тренером «Валенсии», завоевав с командой ещё один кубковый трофей — Суперкубок УЕФА 1980 года. В 1982 году Пасьегито вновь уступил пост главного тренера команды бывшему одноклубнику — на этой должности его сменил Мануэль Местре.

## Последние годы
Последним клубом Бернардино Переса как тренера стал «Сабадель». После завершения тренерской карьеры Пасьегито несколько лет проработал исполнительным директором «Валенсии». В 2002 году Пасьегито скончался в возрасте 77 лет. В память о нём на следующие матчи Лиги чемпионов и чемпионата Испании футболисты «Валенсии» вышли в траурных чёрных повязках.

## Трофеи
- Футболист:
  - Чемпион Испании (1): 1944
  - Обладатель Кубка Испании (2): 1949, 1954
- Тренер
  - Обладатель Кубка Испании (1): 1979
  - Обладатель Суперкубка УЕФА (1): 1980